# 포뮬러 원

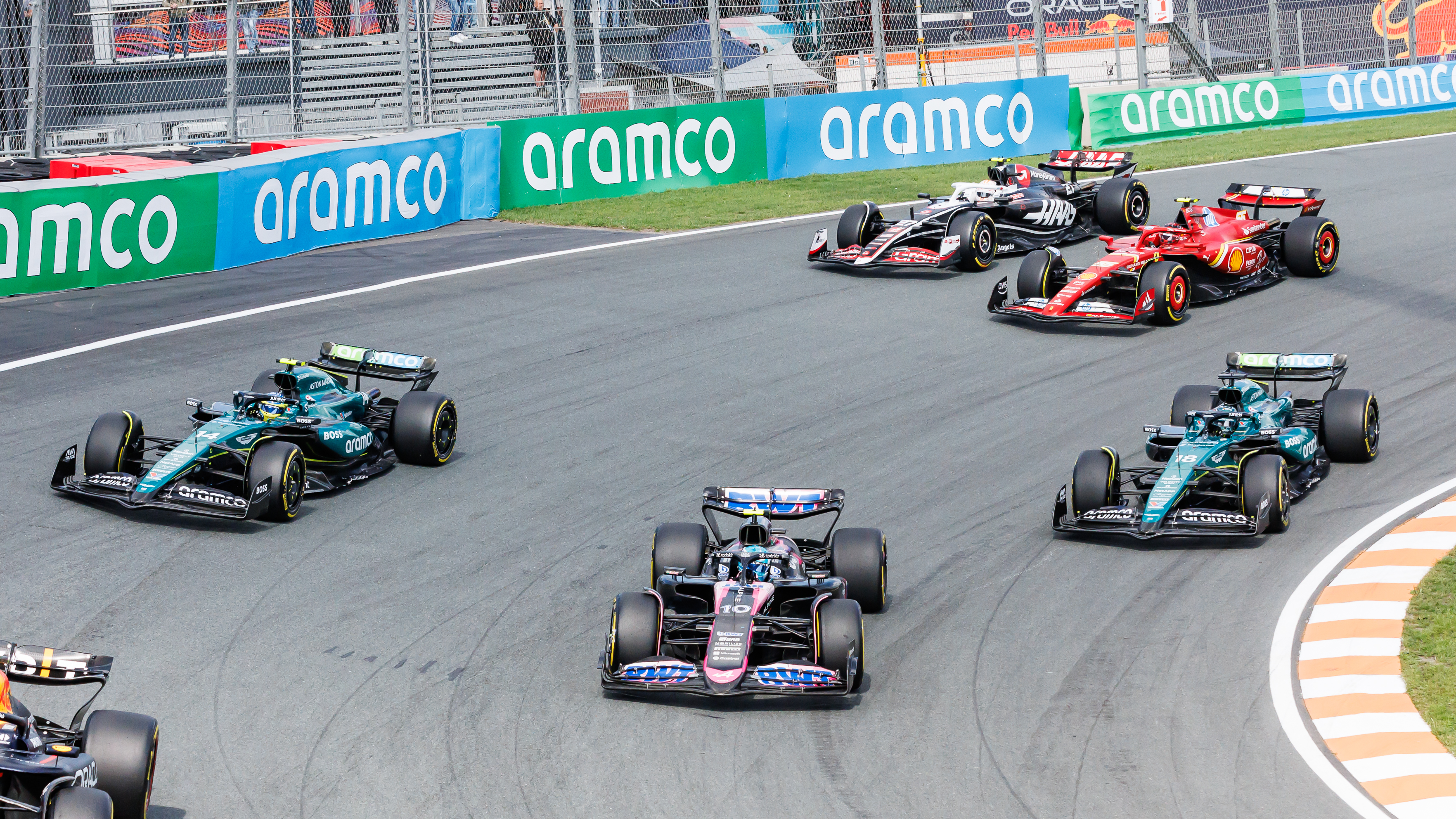
2024 네덜란드 그랑프리 대회의 모습

포뮬러 원(영어: Formula One)은 운전석 하나에 바퀴가 겉으로 드러난 오픈휠 형식의 포뮬러 자동차 경주 중 가장 급이 높은 자동차 경주 대회로 FIA가 주관하고 있다. 공식 명칭은 FIA 포뮬러 원 월드 챔피언십(FIA Formula One World Championship)이고, 약어로 F1이라고 하며 그랑프리 레이싱이라고도 한다. 공식적으로 1950년부터 시작되었으며 자동차 경주 대회 중에서 가장 역사가 길다.

## 역사
포뮬러 원은 1920년대와 1930년대의 유러피안 그랑프리 모터 레이싱(Grand Prix Motor Racing)에서 기원했다. 포뮬러라는 단어는 모든 참가자가 지켜야 하는 일련의 규칙을 일컫는다. 포뮬러 원은 제2차 세계 대전이 끝난 이후 1946년 챔피언쉽을 뽑지 않는 첫 대회가 당해 열리면서 새로운 규칙을 제정했다. 전쟁이 일어나기 전 몇몇 그랑프리 기관들이 여러개의 룰을 내놓았지만 전쟁으로 인해 경기가 중단되었기 때문데 1947년까지 월드 드라이버스 챔피언쉽(World Driver's Championship)은 공식화되지 못했다. 첫 세계 챔피언쉽을 뽑는 대회는 1950년 영국 실버스톤에서 개최되었으며 1958년부터는 컨스트럭터 챔피언도 뽑기 시작했다. 1960년대와 1970년대엔 챔피언쉽 대회가 영국과 남아공에서 열렸다. 챔피언을 뽑지 않는 포뮬러 원 대회도 수년간 열렸지만 경비지출의 증가로 인해 1983년 이후로는 중단되었다.

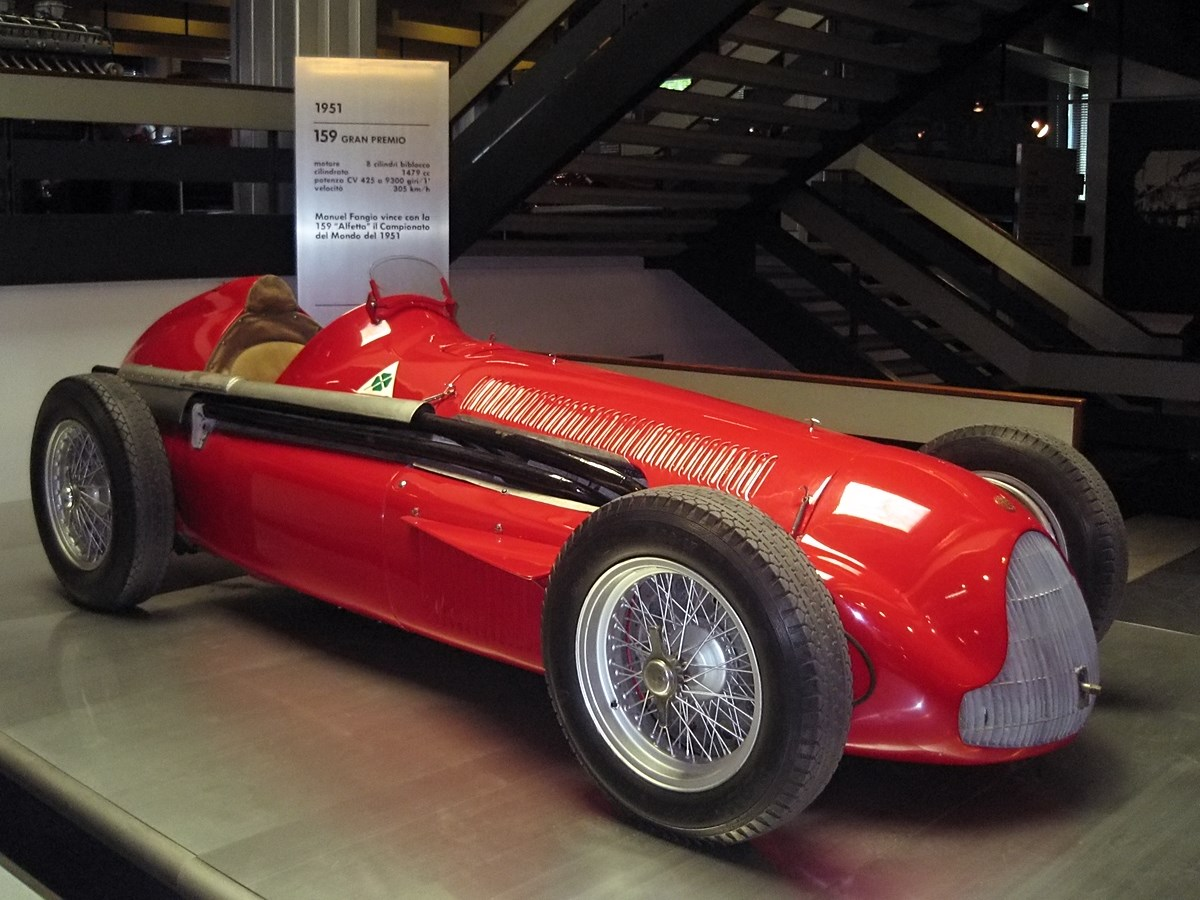
후안 마누엘 판지오가 1951년 우승 당시 탑승했던 알파 로메오 159

첫 포뮬러 원 경기는 1950년 알파 로메오를 탄 이탈리아의 지세페 파리나가 동료인 아르헨티나의 후안 마누엘 판지오를 가까스로 누르고 우승했다. 그러나 판지오는 다음해 1951년부터 1954, 1955, 1956, 1957년에 우승했으며 월드 챔피언십 5회 우승이라는 대기록은 2003년 미하엘 슈마허가 6회 우승을 하며 깨트리기까지 45년간 유효했다. 판지오의 연승은 부상 후 페라리의 알베르토 아스카리에 의해 깨졌다. 영국의 스털링 모스 역시 정기적으로 대회에 참여했지만 그는 한번도 세계 챔피언쉽 우승을 거두지 못해서 포뮬러 원 역사상 우승타이틀이 없는 세계 최고의 선수로 널리 알려져 있다. 그러나 판지오는 포뮬러 원 첫 10년 동안을 지배한 자로 그리고 포뮬러원 ‘그랜드 마스터’로 오랫동안 여겨졌다.
전쟁 중에도 경쟁을 했던 알파 로메오, 페라리, 메르세데즈 벤츠, 마세라티 등의 생산업체가 경영하는 팀들이 이 기간 동안 경쟁했다. 초기 시즌들은 알파 로메오의 158모델 같은 전쟁 전의 차들을 이용한 경기였다. 차 전방에 엔진이 달렸으며 좁은 폭의 타이어와 1.5리터의 슈퍼차지 엔진이나 4.5 리터 자연흡기 엔진을 사용했다.
1952년과 1953년 세계 챔피언쉽은 포뮬러 원 차량의 부족으로 인해 포뮬러 원에 비해 더 작고 파워가 약한 포뮬러 투 규칙에 따라 열렸다. 1954년 2.5 리터 엔진을 사용하는 새로운 포뮬러 원 경기가 열리자 벤츠는 데스모드로믹 밸브(desmodromic valve, 캠(cam)이 라커암(rocker arm)을 강제로 열고 닫아 강제개페밸브라고도 불림)와 연료분사, 폐쇄된 유선형 바디워크와 같은 혁신기능이 탑재된 W196을 소개하였다. 1955년 르망 참사(1955년 르망 24시간 레이스에서 300 SLR이 관중석으로 날아가 폭발하여 100여명의 관중이 사망한 사건)가 일어나 벤츠가 모든 모터스포츠에서 발을 빼긴 전까지 벤츠의 드라이버는 2년동안 우승을 차지했다.

## 구성

### 대회 구성
경주로는 보통 전용 자동차 경주장을 이용하는데 모나코에서 열리는 대회는 일반 도로에 특별 주행코스를 만들어 이용한다. 포뮬라 원은 19개국을 순회하면서 19개 경주로에서 경주를 한다.(각각의 경주 대회를 그랑프리(GrandPrix, GP)라 한다) 각 대회마다 순위대로 승점을 부여하고 19개 경주가 모두 끝나면, 승점을 모두 합산하여 종합 우승자를 뽑아 월드 챔피언십 우승 트로피를 준다. 우승 트로피는 두 부문으로 나눠 참가 운전자(Driver's championship)와 경주용 자동차 제작팀(Constructor's championship)에게 각각 주어진다.

### 장소
포뮬러 원의 중심지는 유럽이고, 이에 따른 시장도 유럽을 중심으로 형성되어 있으며 경기의 반 이상이 유럽에서 열리고 있다. 최근에는 바레인, 중국, 말레이시아, 그리고 터키에서 새롭게 그랑프리 대회가 열리기도 했으며, 그 개최지는 점진적으로 확대되고 있다. 2010년에는 대한민국에서도 F1 코리아 그랑프리가 개최되었으며 현재 전라남도 영암에 자동차 경주장이 건설되었다. 2021년에는 베트남 하노이에서 처음 그랑프리가 열릴 예정이다.

### 참가 요건
포뮬러 원 또는 F1으로 알려진 이 자동차 경기는 공식적으로 FIA 포뮬러 원 월드 챔피언쉽(FIA, Formula One World Championship)을 의미하며 운전수 한명이 운전하며 FIA(Federation Internationlae de I'Automobile)가 관장하는 경기를 말한다. '포뮬러'라는 것은 모든 참가자의 차가 지켜야 하는 규칙을 일컫는다. F1 시즌은 계획적으로 설계된 서킷과 일반 도로 위에서 열리는 일련의 경기, 일명 불어에서 따온 그랑프리(Grand Prix)로 구성되어 있다. 각 경기의 결과는 포인트제로 누적되며 연간 2개의 월드 챔피언쉽을 가리는데 이 중 하나는 드라이버 자신과 또 하나는 컨스트럭터(Constructor)이다. 드라이버, 컨스트럭터 팀, 도로 관계자, 오가나이저, 서킷은 모두 유효한 슈퍼 라이센스(Super Licence)를 소유하고 있어야 하며 이는 FIA가 발급하는 최고 레벨의 경주용 라이센스이다.

### 경기용 차량
포뮬러 원에 출전하는 차는 수 세대에 걸친 공기역학 다운포스에 의해 개발 된 높은 코너링 스피드를 보유하고 있으며 따라서 세상에서 가장 빠른 차들 중 하나이다. 포뮬러 원 경기용 자동차는 최고 시속 387kph (200 mph)까지 낼 수 있으며 엔진은 최대 18,000rpm의 힘을 보유하고 있다. 코너에서 5g(횡가속의 값)가 넘는 상황에서 가속이 가능하다. 비록 차체 제어 시스템(Traction control)과 다른 주행 보조 장치들은 2008년 이래로 금지되었지만 자동차의 퍼포먼스는 전자공학 및 공기역학, 서스펜션, 타이어 등에 크게 의존하고 있다. 그 동안 포뮬러 원은 많은 진화와 변화를 겪어 왔다.

## 경제성
포뮬러 원 자동차는 그 제작단가가 수백억 원에 이르는 대단히 비싼 경주용 자동차이고, 참가팀의 1년 운영비도 수천억원을 상회한다. 또한 관중수는 연간 380만 명, 150개국에 걸친 TV 시청자수는 연간 23억 명으로 현존하는 스포츠 종목 중 가장 선전 효과가 큰 상업 스포츠이다. 이에 따라 포뮬러 원 대회의 경제적 효과에 많은 관심이 집중되었고 최근에 와서는 자본과 정치적 목적이 개입되는 징후가 광범위하게 관찰되고 있다.
지난 2010 포뮬러 원 월드 챔피언쉽의 시청자는 전 세계 약 7억 2천 7백만명이었다. 1906년, 그리고 20세기 중반에 이러한 레이싱 경기가 시작된 이래 포뮬러 원은 전 세계에서 가장 인기있는 경기가 되었다. 포뮬러 원 그룹(Formula One Group)은 포뮬러 원 경기에 대한 상업적 권리의 소유자이며 연간 수십억달러가 소비되는 포뮬러 원은 경제적인 효과와 직업창출효과는 매우 크다. 이를 둘러싼 재정적 그리고 정치적인 분쟁은 잘 알려져 있다. 포뮬러 원의 높은 인지도와 인기는 경기를 하나의 거대한 상업적 환경을 제공해주며 스폰서로부터의 거대한 투자를 유치하고 수억달러의 컨스트럭터 예산이 할당된다. 그러나 2000년 이후, 증가일로의 비용으로 인해, 또한 자동차 메이커의 워크팀과 자동차산업으로부터 예산을 할당받지 못한 일부 팀들이 파산하게 되어, 포뮬러 원에 참여하고 싶은 다른 회사들이 이들 회사를 구입하게 되었다. 참가팀의 숫자를 제한하고 있는 포뮬러 원은 이런 바이아웃에 영향을 미친다.

## 규정(Regulations)

### 대회 규정 (2014년 기준)

#### 경주용자동차의 엄격한 규정
1. 4개의 바퀴로 달려야 한다
2. 4개의 바퀴는 일직선으로 되어서는 안 된다.
3. 운전자와 차량의 무게 합이 640kg이 넘어야 한다.
4. 휘발유를 연료로 써야 한다.
5. 배기량은 1600cc가 넘어서는 안 된다.
6. 스티어링 휠(핸들)은 잘 빠져야 한다.
7. 폭은 140cm 이하여야 한다.
8. 안전벨트는 국제 자동차 연맹이 인정 어동인정계

- 엔진 배기량: 1,600cc, 최대 V형 6기통. 터보차져 방식
- 변속기: 전진 최대 8단. 후진 1단. 반자동 가능.
- 구동 형식: 구동 바퀴수는 2개 이하.
- 자동차 연료: 제한 없음 (단, 레이스 세션의 연료 사용량이 105kg을 넘으면 안된다.)

#### 경제성 조항
- 연속된 2개의 이벤트에서 같은 엔진을 써야 함. 하나의 이벤트란 마지막 연습경주(Practice), 예선경주(Qualifying), 본선경주(the race)로 구성되어 있다. 엔진 문제로 엔진교체를 하는 경우, 본선에서 10자리 뒤에서 출발한다.
- 연간 한 대의 차량이 사용할 수 있는 엔진의 개수는 총 5개로 제한한다. (2020시즌부터 MGU-K의 교체 횟수는 세번으로 늘어난다 (기존 두번).
- 단, 시즌 최종전을 제외하고 연 1회에 한하여 벌점(penalty) 없이 엔진을 바꿀 수 있다.(2008년 추가 조항)
- 연속된 4개의 이벤트에서 같은 기어박스를 써야 함. 정해지지 않은 기어박스 교체의 경우, 본선에서 5자리 뒤로 밀려난다. 단, 기어박스 문제로 경주를 마칠 수 없었을 경우, 다음 본선경주에서는 벌점 없이 새 기어박스를 쓸 수 있다.

#### 차체 규격
- 타이어: 앞뒤 타이어는 각각 최대 355mm와 380mm.
- 타이어 공급사: 2007년부터 2010년까지 타이어를 공급해오던 Bridgestone사가 F1 을 떠나기로 결정하면서 2011년부터 새로운 타이어 공급사로 Pirelli 가 결정되었다.
- 차 폭: 1,650mm 이하
- 차 높이: 950mm 이하
- 중량: 운전자 포함. 600kg 이상. 예선 중엔 605kg 이상.
- 에어포일(Airfoil) 날개: 차체에 고정

#### 챔피언십(Championship) 규정
- 참가 대수: 한 팀 두 대의 출전 의무. 두 대의 차량은 같은 색이어야 함.
- 승점: 1위부터 10위까지 각각 25, 18, 15, 12, 10, 8, 6, 4, 2, 1점을 받음.
- 당해년도 시즌이 끝난 시점에서 가장 많은 점수를 획득한 경주선수가 그 해의 챔피언십을 차지함.

#### 전자 보조 장치에 대한 조항(2008년)
- 구동력 제어 장치(Traction Control)와 출발 제어 장치(Launch control)를 사용할 수 없다. (구동력 제어 장치란 엔진 과출력에 의해 차가 미끄러지는 것을 방지하기 위해 엔진출력을 조절하는 전자 장치이다. 출발 제어 장치는 출발 시 클러치와 기어 조작 등을 보조하여 최적의 출발을 할 수 있도록 돕는 전자 장치이다. 이로써 경주선수에게는 더욱 높은 집중력이 필요하게 되었고, FIA는 더욱 많은 경주선수들의 운전 기술이 좀 더 향상되기를 기대하고 있다.)
- 모든 팀은 FIA 인증을 받은 규격화된 전자 제어 장치를 사용하여, FIA가 그 정보를 볼 수 있도록 한다.

### 규정변화

##### 종전
- 2002년까지: 1위부터 6위까지 10, 6, 4, 3, 2, 1점 부여

#### 2008년
- 모든 연료는 5.75퍼센트 이상의 바이오물질을 포함할 것(바이오 연료 조항)
- 구동력 제어(TC) 사용금지, ECU 제한
- 시즌 최종전을 제외하고 연 1회에 한하여 페널티 없이 엔진을 바꿀 수 있다.

#### 2010년
- 경주 중 급유금지
- 휠 덮개 사용금지
- 운동에너지재생장치(KERS) 사용 자유화

#### 2011년
- 2011년부터 1위 ~ 10위까지 각각 25, 18, 15, 12, 10, 8, 6, 4, 2, 1점 부여
- 멀티 디퓨저 금지

#### 2014년
- KERS의 명칭이 MGU-K로 변경되었으며 MGU-H가 도입됨

#### 2018년
- 드라이버 쥘 비앙키 사망 이후 헤일로 장착 의무화

#### 2022년
2019년 10월 31일, 포뮬러 원은 2021년부터 적용될 예정인 새로운 규정을 발표했다. 현대 F1 차량들의 가장 큰 문제인 '더티에어'를 줄여 추월 난이도를 낮추려는 취지로 만들어진 이 개정안은 코로나19 범유행의 영향으로 1년 연기된 2022년부터 적용하는 것으로 결정되었다.

##### 테크니컬 규정
2022 규정의 핵심 사항은 다듬어진 바디워크 형상, 보다 단순해진 프론트 윙, 그라운드 이팩트의 활용, 휠의 난류 방지 장치 등의 장비로 더티에어를 줄이고 리어 윙의 크기를 키우는 방법으로 DRS의 효과를 향상시켜 보다 추월이 용이하도록 유도하고 있다. 2019년 기준으로 추격하는 차량은 앞 차의 더티 에어의 영향을 받아 최대 40%까지 다운포스의 손실을 겪는 반면 2021년 경주차의 차체 성능 향상과 규제 변경으로 인해 다운포스 손실이 10% 수준으로 떨어질 것으로 기대된다.
이와 더불어 13인치 하이 프로파일 타이어는 18인치 로우림 타이어로 변경되며 이에 따라 서스펜션의 재설계가 이루어진다.
이러한 변화로 인해 차의 무게는 25kg가량 무거워질 것이며 랩타임이 보다 느려지는 대신 휠투휠 배틀이 치열해진다.

##### 스포팅 규정
2022년 개정안에는 스포팅 규정도 포함된다. 새로운 규정은 팀들의 불필요한 지출을 줄이고 지속 가능성과 경제성을 개선하는 것이 주 목적이다. F1의 역사상 처음으로 소개될 지출 예산 제한으로 상위권과 하위권 팀들간의 격차가 줄어들 것으로 예상되며 팬들로부터 큰 주목을 받고 있다. 예산 캡 규정은 마케팅 비용, 드라이버 임금과 팀 내 상위 연봉 3인을 제외한 모든 지출이 $175,000,000가 넘지 못하도록 한다.
또한 팀마다 차량을 업그레이드할 수 있는 횟수가 줄어든다. 표준화되어 디자인을 변경할 수 없는 파츠가 늘어나고 브레이크 패드를 비롯한 부품을 교체할 수 있는 횟수의 제한이 더욱 엄격해진다. 파워유닛과 관련해서는 큰 변경점이 없지만 배기 시스템이 파워유닛의 구성 요소 중 하나로 간주되어서 MGU-K, 기어박스 등과 같이 교체할 수 있는 횟수가 제한되고 이를 어길 경우 그리드 페널티가 주어진다.
풍동시험(윈드터널)의 허용 횟수 역시 줄어들어 풍동보다 비용이 적게 드는 유체역학 시뮬레이션의 중요성이 강조된다.
그랑프리 일정에도 몇몇 변경점이 생긴다. 원래 목요일에 진행되었던 기자회견은 금요일 프랙티스 1, 2 세션 이전 순서로 변경된다. 이제 차량들은 퀄리파잉이 아닌 FP3 세션부터 Parc Ferme 상태가 된다.
마지막으로 유망주의 발굴과 육성을 장려하기 위해 각 팀은 1년에 2회 이상 프랙티스 세션에서 의무적으로 그랑프리 출전 경험이 2회 이하인 드라이버를 출전시켜야 한다.

### 기타 규정외 규격

#### 타이어
2018년 피렐리는 분홍색 하이퍼소프트, 보라색 울트라소프트, 빨강 슈퍼소프트, 노랑 소프트, 하양 미디움, 파란색 하드 타이어와 주황색 슈퍼하드 타이어까지 총 7가지 색깔의 드라이 타이어와 초록 인터미디어트, 파란색 익스트림 웻 타이어를 공급했다.

그리고 2019년, 드라이 컴파운드를 기존 7개에서 5개로 줄이고 이름을 C1~C5로 바꾸었다. C1에서부터 숫자가 커질수록 소프트한 타이어다. 동시에 타이어의 이름 역시 바뀌었는데, 피렐리가 각 그랑프리에 공급하는 타이어 중 가장 하드한 컴파운드가 흰색 하드, 중간은 노란색 미디움 그리고 가장 소프트한 타이어가 빨간색 소프트로 마킹된다.

## 컨스트럭터

### 명칭
컨스트럭터 (Constructor)는 차량의 섀시 제작자를 이르는 말로 과거에는 F1 팀이 다른 섀시 제작회사로부터 섀시를 빌려와서 출전했었다. 때문에 팀 이름에 컨스트럭터가 포함되지 않기도 했었지만 현재는 F1 규정상 팀에서 섀시를 자체 제작해야만 출전이 가능하다.
컨스트럭터 이름의 구성은 우선 가장 앞에 섀시 제작사 (=팀이름)이 붙고 그 뒤에 엔진 공급사 이름이 붙는다. 메르세데스 팀처럼 섀시 제작과 엔진제작을 자체 제작하는 경우 엔진 공급사 이름은 별도로 붙지 않으며, 스폰서 이름은 메르세데스 팀처럼 붙기도 하고 붙지 않기도 한다.
레드불 팀 이름의 경우 특이하게 엔진 공급사 이름이 팀 이름에 포함되지 않는다. 참고로 레드불 팀의 엔진은 혼다 사에서 공급받는다. 현재 F1에서 엔진이라는 표현은 거의 사용하지 않으며 하이브리드 시스템 등 전자 시스템이 파워트레인에 추가 되었기 때문에 파워 유닛이라고 부른다.

### 공식적인 팀 명칭
- 메르세데스-AMG 페트로나스 F1 팀 (Mercedes-AMG Petronas F1 Team)
- 스쿠데리아 페라리 HP (Scuderia Ferrari HP)
- 오라클 레드불 레이싱 (Oracle Red Bull Racing)
- 애스턴 마틴 아람코 F1 팀 (Aston Martin Aramco F1 Team)  보관됨 2018-09-01 - 웨이백 머신
- 윌리엄스 레이싱 (Williams Racing)
- 비자 캐시 앱 RB 포뮬러 원 팀 (VISA Cash App RB Formula One Team)  보관됨 2017-08-29 - 웨이백 머신
- BWT 알핀 F1 팀 (BWT Alpine F1 Team)
- 머니그램 하스 F1 팀 (MoneyGram Haas F1 Team)
- 맥라렌 F1 팀 (McLaren F1 Team)
- 스테이크 F1 팀 킥 자우버 (Stake F1 Team Kick Sauber)

## F1 참가 선수

### 오라클 레드불 레이싱 (Oracle Red Bull Racing)
- 1. 막스 베르스타펜 (2016~)
- 11. 세르히오 페레스 (2021~2024)

### 메르세데스-AMG 페트로나스 F1 팀 (Mercedes-AMG Petronas F1 Team)
- 63. 조지 러셀 (2022~)
- 44. 루이스 해밀턴 (2013~2024)

### 스쿠데리아 페라리 HP (Scuderia Ferrari HP)
- 16. 샤를 르클레르 (2019~)
- 55. 카를로스 사인스 주니어 (2021~2024)
- 50. 올리버 베어먼  (충수염으로 인해 결장한 사인츠를 대신하여 2024 2R 사우디 그랑프리 출전)

### 맥라렌 F1 팀 (McLaren F1 Team)
- 81. 오스카 피아스트리 (2023~)
- 4. 랜도 노리스 (2019~)

### 애스턴 마틴 아람코 F1 팀 (Aston Martin Aramco F1 Team)
- 18. 랜스 스트롤 (2021~)
- 14. 페르난도 알론소 (2023~)

### BWT 알핀 F1 팀 (BWT Alpine F1 Team)
- 31. 에스테반 오콘 (2021~2024)
- 10. 피에르 가슬리 (2023~)

### 윌리엄스 레이싱 (Williams Racing)
- 23. 알렉산더 알본 (2022~)
- 43. 프랑코 콜라핀토 (2024~)

### 비자 캐시 앱 RB 포뮬러 원 팀 (VISA Cash App RB Formula One Team)
- 3. 다니엘 리카도 (2024~)
- 22. 츠노다 유키 (2024~)

### 스테이크 F1 팀 킥 자우버 (Stake F1 Team Kick Sauber)
- 77. 발테리 보타스 (2024~)
- 24. 저우관위 (2024~)

### 머니그램 하스 F1 팀 (MoneyGram Haas F1 Team)
- 20. 케빈 마그누센 (2022~2024)
- 27. 니코 휠켄베르그 (2024~2024)

## F1 자동차 제작사
1958년부터 매년 개최되는 F1 대회에서, 최종 우승한 자동차를 제작한 국가는 오직 다섯 나라 뿐이다. 영국(32회 우승), 이탈리아(16회 우승), 독일(9회 우승), 오스트리아(6회 우승), 프랑스(3회 우승)
그러나, 최종 우승한 자동차의 엔진을 만든 국가는 9개국이다. 이탈리아 (19회), 독일 (14회), 미국 (13회), 프랑스 (11회), 일본 (6회), 영국 (5회), 룩셈부르크 (3회), 호주 (2회), 오스트리아 (1회).

## F1을 소재로 한 작품

### 게임
- F1 2019
- F1 2020
- F1 2021
- F1 2022
- F1 2023
- F1 2024

### 영화
- 그랑프리 (1966)
- Bobby Deerfield (1977)
- 드리븐 (2001)
- 세나 : F1의 신화 (2010)
- 러시: 더 라이벌 (2013)
- F1 더 무비 (2025)

### TV 시리즈
- F1, 본능의 질주 (2019~현재, 넷플릭스 오리지널) 6개 시즌
- Formula 1 (1950~현재, FIA) 72개 시즌
- Race to Perfection (2020) 1개 시즌